# Ctenoides obliqua
Ctenoides obliqua is een tweekleppigensoort uit de familie van de Limidae. De wetenschappelijke naam van de soort is voor het eerst geldig gepubliceerd in 2003 door Mikkelsen & Bieler.